# 林田彪
林田 彪（はやしだ たけし、1944年4月4日 - ）は、日本の政治家。自由民主党所属の元衆議院議員（5期）。

## 経歴
熊本県玉名郡長洲町生まれ。長洲町立長洲中学校、熊本県立玉名高等学校を経て、東京農工大学農学部林学科卒業。1967年に建設省入省。1995年10月16日、建設大学校副校長を最後に依願退官。
1996年の第41回衆議院議員総選挙に熊本2区から立候補したが、新進党の現職野田毅に敗北し落選。1999年6月、東家嘉幸が体調不良が原因で任期途中で辞職し、本来の比例九州ブロック次点であった渡瀬憲明が1998年に死去しており、次々点の宮島大典は1998年の長崎4区補欠選挙で当選していたため、次順位の林田が同年7月6日付で繰上当選となった。
2000年の第42回衆議院議員総選挙では、小沢自由党を経て与党（保守党）入りした野田と選挙協力し、比例単独で立候補し当選（第42回以降野田と林田はコスタリカ方式で立候補するようになる）。2001年、第1次小泉内閣財務大臣政務官。
2003年、第42回衆議院議員総選挙で熊本2区に立候補し、小選挙区初当選。2004年、第2次小泉改造内閣で内閣府副大臣（行政改革、構造改革特区、地域再生、産業再生機構、規制改革、男女共同参画、少子化対策、栄典及び国際平和協力業務等担当）。2004年、政治家の年金未納問題が問題となった際に8か月分の未納が判明した。
2005年9月、第44回衆議院議員総選挙で比例九州ブロック当選、第3次小泉内閣で内閣府副大臣に再任。同年11月、自由民主党副幹事長。2008年9月24日、衆議院災害対策特別委員長。
2009年8月30日の第45回衆議院議員総選挙では熊本2区に自由民主党から立候補。公明党の推薦も受けたが民主党新人の福嶋健一郎に敗れ、落選（重複立候補をしていなかったため、比例復活はできなかった。）。
2012年12月16日の第46回衆議院議員総選挙では、比例九州ブロック単独で立候補し、選挙区との重複候補だった33名、および西川京子元厚生労働副大臣に次ぐ名簿順位35位に列せられたが、選挙区立候補者33名中31名が当選したため当選、国政に復帰した。2014年12月14日の第47回衆議院議員総選挙では、比例九州ブロックに名簿順位33位で立候補したが、落選。

## 政策
- 選択的夫婦別姓制度の導入に反対[5]。

## 不祥事
- 日本共産党の機関紙しんぶん赤旗に、2009年8月30日に行われた第45回衆議院議員総選挙で11人に弁当や酒など数万円相当の接待を行ったと報じられた[6]。
- 2004年、政治家の年金未納問題が問題となった際に8か月分の未納が判明した[7]。

## 所属団体・議員連盟
- 自由民主党たばこ特別委員会（委員長）[8]
- 日本会議国会議員懇談会
- TPP交渉における国益を守り抜く会